# شورش شوچو
شورش شوچو (به ژاپنی: 正長の土一揆 Shōchō no Do Ikki) به نخستین شورش بزرگ کشاورزان ژاپن گفته می‌شود. این شورش در دوره موروماچی در سال ۱۴۲۸ میلادی رخ داد.